# Er Tri Men
Er Tri Men est un dolmen situé à Kervignac dans le département français du Morbihan.

## Historique
Le  dolmen fait l’objet d’une inscription au titre des monuments historiques par arrêté du 17 août 1934.

## Description
Le dolmen est un dolmen à couloir, ce dernier ayant désormais disparu. La chambre, de forme rectangulaire (1,90 m sur 1,20 m) , est délimitée par trois orthostates et un support. Elle est recouverte d'une unique table de couverture (3 m de long sur 2,80 m de large). Les orthostates mesurent 1,20 à 2,55 m de large sur 1,80 à 2 m de hauteur. Une quatrième dalle dressée est encore visible à l'extérieur. Selon Le Rouzic, un orthostate et le pilier « semblent avoir eu des signes gravés » mais actuellement seule une petite hache emmanchée est visible sur le pilier.